# Перетворення націй
«Перетворення націй. Польща, Україна, Литва, Білорусь 1569—1999» — український переклад книги The Reconstruction of Nations: Poland, Ukraine, Lithuania, Belarus, 1569-1999 (Yale University Press, 2003) відомого американського історика, професора Єльського університету Тімоті Снайдера. Перекладена 5 мовами.

## Про книгу
У своїй книзі відомий американський історик, професор Єльського університету Тімоті Снайдер досліджує феномен народження модерних націй. Книга починається з розгляду створення у XVI ст. Речі Посполитої — найбільшої держави ранньомодерної Європи. Наприкінці ж XX ст., яким і закінчується дане дослідження, землі колишньої Речі Посполитої поділили між собою держави, названі за націями: Польща, Україна, Литва та Білорусь. Відповідно до найпоширенішого на цей момент уявлення про національність, державні кордони мали охоплювати мовні спільноти.
Яким чином з однієї ранньомодерної національної ідеї постали чотири модерні? Відповідь автора покликана привернути увагу як фахових істориків, так і людей, яким небайдужі питання власної ідентичності.

## Відзнаки
- Визначна книга за версією журналу Philadelphia Enquirer
- 2004 — Премія Американської асоціації з українських студій (American Association for Ukrainian Studies Book Award)
- 2003 — Премія Джорджа Льюїса Бієра Американської асоціації істориків (George Louis Beer Prize of the American Historical Association)
- 2003 — Премія «Істен рев'ю» (Eastern Review Prize)

## Відгуки
- Теодор Р. Вікс, The Russian Review:

|  | «Цікаве, витончене і добре написане дослідження, дискусії навколо якого будуть точитися ще багато років…Амбітна і складна книга заслуговує на широке коло читачів… Небагато праць так переконливо описують складність модерної національної ідентичності, її велич і її злочини. Книга для всіх, хто цікавиться „землями між“ Німеччиною і Росією, етнічними відносинами та історією модерного націоналізму». |

- Choice:

|  | «Цінне дослідження про те, як постали чотири нації, винесені в підзаголовок, і як етнічні чистки формували їхні історії, і як вони зараз намагаються творити регіональний мир. Ефективні графіки, добре підібрані ілюстрації і допоміжні карти забезпечують доступність книги для широкої аудиторії. Дуже рекомендую». |

## Рецензії
- Антон Глушко «Праця Т. Снайдера дає значний матеріал щодо тривкості держав, кордонів, пам'яті й ідей…»

## Видання
- Timothy Snyder. The Reconstruction of Nations: Poland, Ukraine, Lithuania, Belarus, 1569—1999. — Yale University Press, 2004. ISBN 978-0300105865

### Переклади українською
- Тімоті Снайдер. Перетворення націй. Польща, Україна, Литва, Білорусь. Переклад з англійської: Антон Котенко, Олександр Надтока. Київ: Дух і літера, 2012. ISBN 978-966-378-245-4